# Bassecourt
Bassecourt (ancien nom allemand : Altdorf) est une localité de la Haute-Sorne et une ancienne commune suisse du canton du Jura.

## Géographie

Photo aérienne (1955).

Le village de Bassecourt se trouve dans la vallée de Delémont, le long du cours de la Sorne, à 8 km à vol d’oiseau de Delémont. Son territoire s’étend 477 m d’altitude dans la vallée, à 1 029 m sur la montagne du Frénois.
L'ancienne commune comprenait également le hameau de Berlincourt, à la sortie d’une cluse jurassienne typique, creusée par la Sorne, entre la côte au Pucin et la côte de la Chaux.
Au nord, le territoire communal recouvrait la petite vallée de la Rouge Eau, qui s’écoule du massif des Rangiers et se jette dans la Sorne.

## Histoire
Des fouilles archéologiques ont révélé une colonisation à l'âge de bronze autour de Bassecourt. On y a découvert une riche nécropole datant des VIe et VIIe siècles, soit de l'époque mérovingienne. Pour cette raison, des géographes de l'Évêché de Bâle appelèrent Bassecourt : Altdorf (ancien village). À Berlincourt, des monnaies romaines datant du IVe siècle furent mises au jour.
La première mention du village, sous le nom de Baressicort, remonte à 1160, lorsque les comtes de Ferrette offrirent le site à la paroisse de Moutier-Grandval. Dès 1484, un complexe sidérurgique moderne est en activité à Bassecourt.
Bassecourt a fait partie de l'Évêché de Bâle à partir de 1271. De 1793 à 1815, Bassecourt a appartenu à la France, dans le département du Mont-Terrible, puis dans celui du Haut-Rhin. À la suite d'une décision du Congrès de Vienne en 1815, Bassecourt, comme la plupart les possessions jurassiennes de l'évêché de Bâle, a été attribué au canton de Berne. Depuis le 1er janvier 1979, la commune fait partie du canton du Jura.
Dans la nuit du 19 au 20 juillet 1871, un incendie causé par la foudre détruit la moitié du village. En moins de trois heures, 54 bâtiments sont entièrement anéantis et plus de 300 personnes sont sans abri.
En 1988, en remplacement de l'assemblée communale, un premier Conseil général est constitué, organe législatif de 31 membres.
Le 1er janvier 2013, la commune fusionne avec celles de Courfaivre, Glovelier, Soulce et Undervelier pour former la nouvelle commune de Haute-Sorne.

## Population et société

### Gentilé et surnoms
Les habitants de la localité sont surnommés les Patas, terme qui désigne en patois vâdais les pieux en bois utilisés pour tasser la choucroute dans les tonneaux, lé Pate-faïe ou Patefie, soit les pieux de fer utilisés pour battre, et les Oreilles d'Âne.
Le surnom de Pata provient probablement des patas installés dans le moulin à papier du Prince-Evêque de Bâle attesté au village dès 1652 qui tassaient bruyamment des chiffons pour en faire de la pâte à papier.
Les habitants du hameau de Berlincourt se nomment les Berlincourts. Le surnom de Fourmis leur est attribué depuis  de nombreuses années.

### Démographie
Le village de Bassecourt compte 3400 habitants en 2023.

## Économie
Bassecourt est une importante localité industrielle. Dans le passé, on y a fabriqué des bicyclettes (marques Stella, Jurassia et Swissair).
L’industrie de la boîte de montre y est très présente depuis la création en 1879 de la Société d'horlogerie de Bassecourt. A son apogée en 1971, la fabrique de boîtes de montre Ervin piquerez SA comptait 590 ouvriers. En 2023 par exemple, l’entreprise Georges Ruedin SA, qui fait partie du Swatch Group emploie 450 personnes.

## Transports
- Gare de Bassecourt, desservie par des trains CFF Bienne-Delémont-Delle-Belfort et Bâle-Delémont-Porrentruy
- Autoroute A16 (Bienne-Boncourt)  9 (Bassecourt)

## Culture et patrimoine

### Héraldique
| Blason | Blasonnement : Parti émanché de trois pièces de sables et de trois et demie pièces d'or. |

### Manifestations
- Foires de printemps et d'automne.
- Carnaval du Jura
- Les Foulées de l'Arcom
- Bassecourt s'amuse, festival gratuit.

## Personnalités

### Personnalités liées à la localité
- Ambroise Monnin (1738-1807), dernier abbé de l'Abbaye de Bellelay. Une rue de Bassecourt porte son nom.
- Philippe Receveur (1963- ), ancien élu au Conseil général de Bassecourt et au Gouvernement jurassien.
- Steve Guerdat (1982- ), cavalier suisse de saut d'obstacles, né à Bassecourt le 10 juin 1982. Médaille d'or en individuel aux Jeux Olympiques de Londres (Royaume-Uni) en 2012 avec Nino des Buissonnets.
- Katherine Choong (1992- ), athlète suisse d'escalade, première femme suisse à remporter un neuvième degré sur la voie "La cabane au Canada" à Rawyl dans le Valais.
- Grégoire Saucy (1999- ), pilote automobile suisse, né à Bassecourt le 26 décembre 1999.

### Maires successifs de la commune de Bassecourt
- Georges Keller, 1816-1846
- Georges Voyame, 1847-1854
- Joseph Christe, 1854-1857
- Jean-Baptiste Monnin, 1858-1881
- François Hoffmeyer, 1882-1894
- Maurice Keller, 1855-1904
- Charles Noirjean, 1905-1920
- Adolphe Rebetez, 1921-1932
- Louis Hoffmeyer, 1933-1947
- Jean Rebetez, 1948-1957
- Maurice Petermann, 1957-1962
- Paul Jubin, 1963-1975
- André Bourquenez, 1976-1988
- Jacques Couche, 1989-1999
- Françoise Cattin, 2000-2012

Jean-Bernard Vallat, 2013-2022
Dobler Eric, 2023-